# Alex Thomson
Alex Thomson (Londra, 12 gennaio 1929 – Chertsey, 14 giugno 2007) è stato un direttore della fotografia britannico.
È stato candidato all'Oscar alla migliore fotografia nel 1982 per Excalibur.

## Filmografia

### Cinema
- Ervinka, regia di Ephraim Kishon (1967)
- Girando intorno al cespuglio di more (Here We Go Round the Mulberry Bush), regia di Clive Donner (1968)
- Uno sporco imbroglio (The Strange Affair), regia di David Greene (1968)
- Il club dei libertini (The Best House in London), regia di Philip Saville (1969)
- Alfredo il Grande (Alfred the Great), regia di Clive Donner (1969)
- I Start Counting, regia di David Green (1969)
- The Rise and Rise of Michael Rimmer, regia di Kevin Billington (1970)
- The Night Digger, regia di Alastair Reid (1971)
- Frustrazione (Dr. Phibes Rises Again), regia di Robert Fuest (1972)
- Gli ultimi sei minuti (Fear Is the Key), regia di Michael Tuchner (1972)
- Non prendete quel metrò (Death Line), regia di Gary Sherman (1972)
- Rosie Dixon - Night Nurse, regia di Justin Cartwright (1978)
- Il gatto e il canarino (The Cat and the Canary), regia di Radley Metzger (1978)
- Adorabile canaglia (The Class of Miss MacMichael), regia di Silvio Narizzano (1979)
- Il gioco degli avvoltoi (Game for Vultures), regia di James Fargo (1979)
- Follow That Rainbow, regia di Louis Burke (1979)
- Excalibur, regia di John Boorman (1981)
- Eureka, regia di Nicolas Roeg (1983)
- Bullshot, regia di Dick Clement (1983)
- La fortezza (The Keep), regia di Michael Mann (1983)
- Electric Dreams, regia di Steve Barron (1984)
- L'anno del dragone (Year of the Dragon), regia di Michael Cimino (1985)
- Legend, regia di Ridley Scott (1985)
- Codice Magnum (Raw Deal), regia di John Irvin (1986)
- Labyrinth - Dove tutto è possibile (Labyrinth), regia di Jim Henson (1986)
- Duet for One, regia di Andrej Končalovskij (1986)
- Il siciliano (The Sicilian), regia di Michael Cimino (1987)
- Appuntamento con un angelo (Date with an Angel), regia di Tom McLoughlin (1987)
- Mille pezzi di un delirio (Track 29), regia di Nicolas Roeg (1988)
- High Spirits - Fantasmi da legare (High Spirits), regia di Neil Jordan (1988)
- Leviathan, regia di George Pan Cosmatos (1989)
- La ragazza dei sogni (The Rachel Papers), regia di Damian Harris (1989)
- Le ali del successo (Wings of Fame), regia di Otakar Votocek (1990)
- The Krays - I corvi (The Krays), regia di Peter Medak (1990)
- Mr. Destiny, regia di James Orr (1990)
- Alien³, regia di David Fincher (1992)
- Cliffhanger - L'ultima sfida (Cliffhanger), regia di Renny Harlin (1993)
- Demolition Man, regia di Marco Brambilla (1993)
- Black Beauty, regia di Caroline Thompson (1994)
- La lettera scarlatta (The Scarlet Letter), regia di Roland Joffé (1995)
- Decisione critica (Executive Decision), regia di Stuart Baird (1996)
- Hamlet, regia di Kenneth Branagh (1996)
- Pene d'amor perdute (Love's Labour's Lost), regia di Kenneth Branagh (2000)
- Sfida per la vittoria (A Shot at Glory), regia di Michael Corrente (2000)

### Televisione
- Diritto d'offesa (Skokie), regia di Herbert Wise - film TV (1981)